# Ben Spöler
Ben-Johannes Spöler (* 14. April 1988 in Coesfeld) ist ein ehemaliger deutscher Basketballspieler. Der ehemalige Jugendauswahlspieler wurde zusammen mit seinem Zwillingsbruder Tom Spöler in den Nachwuchsmannschaften des deutschen Rekordmeisters Bayer Giants Leverkusen ausgebildet und spielte zunächst bis 2010 mit Doppellizenz in der Erstligamannschaft der Giants Düsseldorf sowie später eine Saison beim Erstligisten Artland Dragons. 2013 ging er zu seinem Stammverein nach Leverkusen nach deren Rückkehr in die zweithöchste Spielklasse ProA zurück, in der Spöler bereits zwei Jahre für die Paderborn Baskets aktiv gewesen war.

## Karriere
Ben Spöler machte zusammen mit seinem Zwillingsbruder seine ersten Schritte im Vereinsbasketball in Borken, bevor sie erfolgreich in den Nachwuchsmannschaften der Hertener Löwen spielten. Von dort wurden sie für das Nachwuchsprogramm des deutschen Rekordmeisters Bayer Giants Leverkusen gewonnen. In der Folge wurden sie unter anderem mit der Schulmannschaft des Landrat-Lucas-Gymnasium aus Opladen unter Lehrer und Trainer John Ecker 2005 nationaler Turniersieger bei Jugend trainiert für Olympia. Bei der U18-Europameisterschaft erreichte Ben mit der deutschen Jugendauswahlmannschaft den 13. Platz und den Klassenerhalt in der Division A der 16 besten Mannschaften. In der Folge war jedoch nur noch sein Zwillingsbruder anstelle von Ben in deutschen Juniorenauswahlmannschaften vertreten. 2007 rückten beide mit Doppellizenz in den Kader der Erstligamannschaft der Bayer Giants, für die sie erste Kurzeinsätze in der Basketball-Bundesliga 2007/08 hatten.
2008 wurde die Erstliga-Lizenz der Leverkusener nach Düsseldorf verkauft, so dass die Profimannschaft Giants unter Trainer Achim Kuczmann nahezu geschlossen den Rhein hinunter wechselte. Ben Spöler sah dabei ähnlich wie bei der Berücksichtigung für deutsche Auswahlmannschaften in der höchsten Herren-Spielklasse weniger Einsatzzeit als sein Zwillingsbruder. Als Düsseldorfer Giants rutschte die Mannschaft jedoch aus den Play-off-Plätzen und belegte am Ende der Basketball-Bundesliga 2009/10 gar nur einen Abstiegsplatz. Zwar wurde der Klassenerhalt durch den Erwerb einer Wildcard sichergestellt, doch es kam 2010 zum eigentlichen Bruch mit der Leverkusener Vorgeschichte, als Trainer und Management der Giants komplett wechselten. Auch die Spöler-Zwillinge trennten sich und Ben schloss sich dem Erstliga-Absteiger aus Paderborn an, bei denen er mit den Zwillingsbrüdern Lars und Ole Wendt zusammenspielte. Nach einem siebten Platz in der ProA 2010/11 erreichten die Paderborn Baskets in der ProA 2011/12 auf dem fünften Hauptrundenplatz die neu eingerichteten Play-offs um den Aufstieg, wobei sie eine Platzierung besser waren als die nunmehr tatsächlich abgestiegenen Düsseldorf Giants. Nach dem Ausscheiden in der ersten Play-off-Runde bekam Spöler für die Basketball-Bundesliga 2012/13 einen Kaderplatz beim Erstligisten Dragons aus der Samtgemeinde Artland unter Trainer Stefan Koch, obwohl seine Spielanteile und Einsatzzeiten beim Zweitligisten in Paderborn in seiner zweiten Saison eher zurückgegangen waren. Nach einem sechsten Platz in der Hauptrunde schieden auch die mit einem ambitionierten Kader angetretenen Dragons in der ersten Play-off-Runde um die deutsche Meisterschaft aus.
Ben Spöler war in der ersten Liga bei den Dragons nur zu 13 Kurzeinsätzen von weniger als fünf Minuten durchschnittlicher Einsatzzeit pro Spiel gekommen, so dass er anschließend zu den Bayer Giants Leverkusen zurückkehrte, die unter Trainer Kuczmann ein wenig überraschend 2013 die Rückkehr in die zweithöchste Spielklasse ProA erreicht hatten, während die Düsseldorfer Giants ihren Spielbetrieb mittlerweile einstellen mussten. Obwohl Ben Spöler verletzungsbedingt nur neun Einsätze in der ProA 2013/14 hatte, konnte der Aufsteiger den Klassenerhalt erreichen und in der folgenden ProA 2014/15 bestätigen.
Nach Ende der Saison 2014/15 beendete er seine Karriere im Profisport um sich auf sein Studium zu konzentrieren.